# Dimmi cos'hai
Dimmi cos'hai è un singolo del cantautore italiano Gianluca Grignani, pubblicato il 17 aprile 2020.
Il brano è stato inserito nella compilation Pro latino 135 edita da DMC.

## Video musicale
il 17 aprile 2020 è stato pubblicato sul canale Vevo-YouTube del cantante, un lyric video del brano.